# 查克·諾布勞克
愛德華·查爾斯·諾布勞克（英語：Edward Charles Knoblauch，1968年7月7日—），為前美國職棒大聯盟的二壘手。生涯曾效力過雙城、洋基與皇家等隊。他在生涯最後兩個球季轉任為左外野手。
2007年，在密歇爾報告中指出諾布勞克曾在球員時期使用禁藥。前私人健身教練Brian McNamee也坦承自己有給諾布勞克施打生長激素。後來諾布勞克親口承認自己在球員生涯末期時曾試圖使用禁藥提升自己的表現，但使用後效果不如預期。

## 職業生涯

### 明尼蘇達雙城

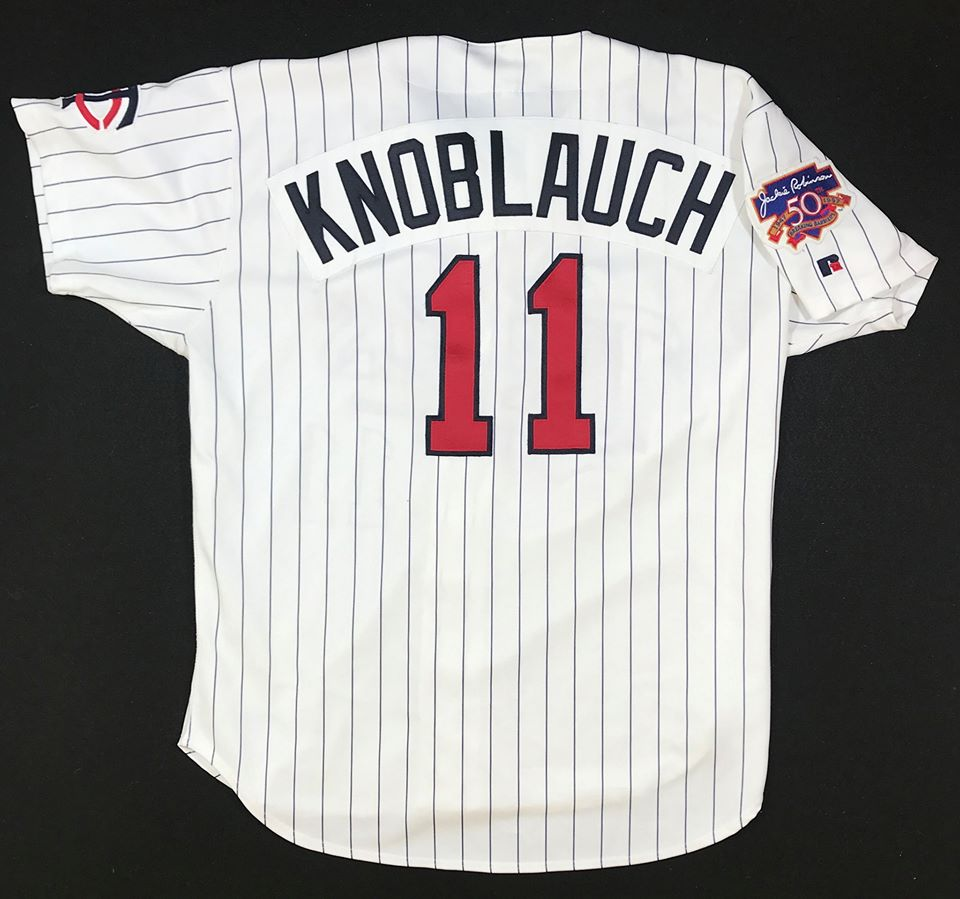
1997年，諾布勞克身穿的11號球衣

1989年大聯盟選秀，雙城在首輪選進諾布勞克。1991年4月9日，諾布勞克登上大聯盟。這年他拿下美聯新人王，球隊也一路打進世界大賽。在世界大賽第七場的8局上，Lonnie Smith先敲出安打站上一壘，隨後Terry Pendleton敲出二壘安打。不過諾布勞克做出了假裝傳球給游擊手的動作，騙到了Lonnie Smith，讓他最終只站上三壘，也沒有回來得分。後來雙城不僅成功將戰局逼到延長，還在11局下敲出再見全壘打拿下世界大賽冠軍。
1994年到1996年間，諾布勞克都能維持3成12以上的打擊率。1997年，他同時拿下銀棒獎和生涯首座金手套獎，還達成連續三年上演單季40次盜壘成功。
1997年球季結束後，打算補強的洋基用四名球員和300萬美元向雙城交易來諾布勞克。由於諾布勞克曾主動向雙城提出要求球隊將他交易到別的球隊，這也導致他日後回到雙城主場都被球迷以噓聲以待，一些激進的球迷甚至會朝他扔東西。

### 紐約洋基
1998年，諾布勞克在季初手感冰冷，不過這年他敲出生涯新高的17轟，球隊也拿下114勝。1998年美國聯盟冠軍賽第二場，Travis Fryman在突襲短打後，Jeff Nelson傳球發生失誤，然而諾布勞克卻不將球接起來，而是持續和主審爭論，導致Enrique Wilson跑回超前分。1999年世界大賽第三場，諾布勞克在8局下敲出追平的2分砲，幫助洋基將戰局延長到延長賽，最後拿下逆轉勝。2001年世界大賽第五場，諾布勞克跑回超前分。總計他在洋基四年，拿下三座世界大賽冠軍。而這段期間洋基每年都能打進世界大賽。

### 堪薩斯市皇家
隨著年紀增長，諾布勞克的本壘板紀律也愈來愈退步。2001年，他因為在世界大賽的打擊率僅0成56，在最後一場比賽坐板凳，眼睜睜看著洋基輸掉世界大賽。球季結束後，他以自由球員身分加盟皇家。2002年，他的打擊率為2成10。皇家後來拒絕執行他的合約，讓他成為自由球員。2003年，因為沒有球隊願意簽下諾布勞克，因此他宣布正式退休。

## 投球失憶症
諾布勞克在早期是非常著名防守型球員，然而他在1998年發生13次失誤後，隔年失誤數直接翻倍。2000年，他甚至已經無法準確將球傳向一壘。
諾布勞克曾嘗試解決投球失憶症的問題，但是最後都以失敗收場。2000年上半季，諾布勞克就發生15次失誤，其中有一次傳球甚至直接丟向觀眾席，還砸中播報員凱思·奧伯曼母親的頭部。2000年6月15日，在單場發生3次失誤後，諾布勞克自己退場休息，他甚至在比賽進行中直接離開洋基球場。到了9月，諾布勞克只能以指定打擊身分回歸洋基。2001年，洋基總教練喬·托瑞讓諾布勞克移防左外野。

## 家暴事件
2014年7月24日，46歲的諾布勞克被爆出對前妻施暴。雙城原本打算讓諾布勞克入選球隊的名人堂，但因為這起事件讓球隊最終取消該計畫。

## 生涯打擊成績
| 出賽次數 | 打席 | 打數 | 得分 | 安打 | 二安 | 三安 | 全壘打 | 打點 | 盜壘 | 保送 | 三振 | 打擊率 | 上壘率 | 長打率 | OPS  |
| -------- | ---- | ---- | ---- | ---- | ---- | ---- | ------ | ---- | ---- | ---- | ---- | ------ | ------ | ------ | ---- |
| 1632     | 7387 | 6366 | 1132 | 1839 | 322  | 64   | 98     | 615  | 407  | 804  | 730  | .289   | .378   | .406   | .783 |

## 外部連結
- 球員資訊和成績在MLB，ESPN，Baseball-Reference，Fangraphs（英文）
- 查克·諾布勞克在台灣棒球維基館上的頁面（繁體中文）